# Bebé (calciatore)
Tiago Manuel Correia Dias, meglio conosciuto con il soprannome di Bebé (Lisbona, 12 luglio 1990), è un calciatore portoghese naturalizzato capoverdiano, centrocampista o ala dell'Ibiza e della nazionale capoverdiana.

## Biografia
Molte voci erano circolate sulla partecipazione di Bebé alla Homeless World Cup durante la sua adolescenza, ma i resoconti si sono rivelati infondati. Bebé ha giocato per la CAIS Charity, che controlla le selezioni per la nazionale homeless del Portogallo, ma non ha mai partecipato al torneo.
Bebé è cresciuto in un orfanotrofio e ha trascorso gran parte della sua infanzia vivendo per strada. Il soprannome Bebé gli è stato dato da suo fratello maggiore, e in portoghese significa bambino. È figlio d'immigrati capoverdiani ed è il terzo giocatore di ascendenza capoverdiana a giocare per lo United, dopo l'ala portoghese Nani e lo svedese Henrik Larsson.

## Caratteristiche tecniche
Il manager del Manchester Utd Sir Alex Ferguson ha affermato in conferenza stampa che i suoi scout in Portogallo hanno evidenziato come Bebé sia un brillante e rapido calciatore ambidestro.
Può giocare come ala, centravanti o seconda punta.

## Carriera

### Club
Dopo aver giocato per l'Estrela Amadora, nella terza serie portoghese, Bebé è stato ingaggiato dal Vitória Guimarães nell'estate del 2010. Tuttavia non ha esordito in partite ufficiali con il club e le sue sole prestazioni in precampionato hanno attirato le attenzioni di altri club.
L'11 agosto 2010, a cinque settimane dalla firma col Vitória Guimarães, il Manchester United raggiunge un accordo con la squadra portoghese per la cessione di Bebé. La cifra del trasferimento si aggira attorno ai £7.4 milioni di sterline, corrispondenti alla clausola rescissoria sul contratto del giocatore. Bébé è stato raccomandato a Sir Alex Ferguson dal commissario tecnico del Portogallo Carlos Queiroz, ex assistente di Ferguson. Ferguson stesso ha incontrato il giocatore soltanto il giorno precedente alla firma dell'accordo. Il 12 agosto 2010, David Gill ha affermato che Bébé non sarà mandato in prestito e che farà parte della prima squadra per essere messo alla prova e per permettergli d'imparare l'inglese. Nel trasferimento è stato assistito dalla GestiFute, agenzia guidata dall'agente portoghese Jorge Mendes. Esordisce nella maglia dei Red devils nella vittoria per 5-2 in Coppa di Lega sullo Scunthorpe United, e fa il suo debutto in campionato il 2 ottobre 2010 subentrando a Anderson contro il Sunderland. Parte come titolare contro il Wolverhampton Wanderers, partita valida per gli ottavi di finale della Coppa di Lega, dove segna anche il suo primo gol. Segna il suo primo gol in ambito europeo, all'esordio, un mese dopo, il 2 novembre 2010 subentrando a Darren Fletcher, nella partita contro i turchi del Bursaspor, valida per il girone eliminatorio di Champions League. Il 25 luglio 2015 viene acquistato dal Benfica
Il 10 gennaio 2015 si trasferisce al Córdoba con la formula del prestito con diritto di riscatto.
L'11 luglio 2015 passa, sempre in prestito, al Rayo Vallecano.
Il 12 luglio 2016 passa a titolo definitivo all'Eibar.

### Nazionale
Bebé ha fatto parte della nazionale portoghese Under-19.
Successivamente sceglie di rappresentare Capo Verde, con cui nel 2024 partecipa alla Coppa d'Africa.

## Statistiche

### Presenze e reti nei club
Statistiche aggiornate al 2 gennaio 2024.
| Stagione                 | Squadra                  | Campionato               | Campionato | Campionato | Coppe nazionali | Coppe nazionali | Coppe nazionali | Coppe europee | Coppe europee | Coppe europee | Altre coppe | Altre coppe | Altre coppe | Totale | Totale | Totale |
| Stagione                 | Squadra                  | Comp                     | Pres       | Reti       | Comp            | Pres            | Reti            | Comp          | Pres          | Reti          | Comp        | Pres        | Reti        | Pres   | Reti   |        |
| ------------------------ | ------------------------ | ------------------------ | ---------- | ---------- | --------------- | --------------- | --------------- | ------------- | ------------- | ------------- | ----------- | ----------- | ----------- | ------ | ------ | ------ |
| 2010-2011                | Manchester Utd           | PL                       | 2          | 0          | FACup+CdL       | 1+3             | 0+1             | UCL           | 1             | 1             | CS          | -           | -           | 7      | 2      |        |
| 2011-2012                | Beşiktaş                 | SL                       | 3+1        | 0          | TK              | 0               | 0               | UEL           | 0             | 0             | -           | -           | -           | 4      | 0      |        |
| 2012-gen. 2013           | Manchester Utd           | PL                       | 0          | 0          | FACup+CdL       | 0               | 0               | UCL           | 0             | 0             | -           | -           | -           | 0      | 0      |        |
| Totale Manchester United | Totale Manchester United | Totale Manchester United | 2          | 0          |                 | 4               | 1               |               | 1             | 1             |             | -           | -           | 7      | 2      |        |
| gen.-giu. 2013           | Rio Ave                  | PL                       | 17         | 1          | CP+CdL          | 0+2             | 1               | -             | -             | -             | -           | -           | -           | 19     | 2      |        |
| 2013-2014                | Paços de Ferreira        | PL                       | 27+2       | 12+1       | CP+CdL          | 2+3             | 1+0             | UCL+UEL       | 0+5           | 0             | -           | -           | -           | 39     | 14     |        |
| 2014-gen. 2015           | Benfica                  | PL                       | 1          | 0          | CP+CdL          | 1+0             | 0               | UCL           | 3             | 0             | SP          | 1           | 0           | 6      | 0      |        |
| gen.-giu. 2015           | Córdoba                  | PD                       | 18         | 0          | CR              | -               | -               | -             | -             | -             | -           | -           | -           | 18     | 0      |        |
| 2015-2016                | Rayo Vallecano           | PD                       | 34         | 3          | CR              | 3               | 0               | -             | -             | -             | -           | -           | -           | 37     | 3      |        |
| 2016-2017                | Eibar                    | PD                       | 20         | 3          | CR              | 6               | 2               | -             | -             | -             | -           | -           | -           | 26     | 5      |        |
| 2017-gen. 2018           | Eibar                    | PD                       | 9          | 0          | CR              | 2               | 0               | -             | -             | -             | -           | -           | -           | 11     | 0      |        |
| gen.-giu. 2018           | Rayo Vallecano           | SD                       | 17         | 3          | CR              | -               | -               | -             | -             | -             | -           | -           | -           | 17     | 3      |        |
| ago. 2018                | Eibar                    | PD                       | 2          | 0          | CR              | -               | -               | -             | -             | -             | -           | -           | -           | 2      | 0      |        |
| Totale Eibar             | Totale Eibar             | Totale Eibar             | 31         | 3          |                 | 8               | 2               |               | -             | -             |             | -           | -           | 39     | 5      |        |
| ago. 2018-2019           | Rayo Vallecano           | PD                       | 27         | 1          | CR              | 2               | 0               | -             | -             | -             | -           | -           | -           | 29     | 1      |        |
| 2019-2020                | Rayo Vallecano           | SD                       | 12         | 3          | CR              | 0               | 0               | -             | -             | -             | -           | -           | -           | 12     | 3      |        |
| 2020-2021                | Rayo Vallecano           | SD                       | 24+2       | 4+2        | CR              | 3               | 1               | -             | -             | -             | -           | -           | -           | 29     | 7      |        |
| 2021-2022                | Rayo Vallecano           | PD                       | 29         | 1          | CR              | 7               | 1               | -             | -             | -             | -           | -           | -           | 36     | 2      |        |
| 2022-gen. 2023           | Rayo Vallecano           | PD                       | 4          | 0          | CR              | 2               | 1               | -             | -             | -             | -           | -           | -           | 6      | 1      |        |
| gen.-giu. 2023           | Real Saragozza           | SD                       | 16         | 4          | CR              | -               | -               | -             | -             | -             | -           | -           | -           | 16     | 4      |        |
| 2023-2024                | Rayo Vallecano           | PD                       | 14         | 2          | CR              | 2               | 2               | -             | -             | -             | -           | -           | -           | 16     | 4      |        |
| Totale Rayo Vallecano    | Totale Rayo Vallecano    | Totale Rayo Vallecano    | 161+2      | 17+2       |                 | 19              | 5               |               | -             | -             |             | -           | -           | 182    | 24     |        |
| Totale carriera          | Totale carriera          | Totale carriera          | 281        | 40         |                 | 39              | 10              |               | 9             | 1             |             | 1           | 0           | 330    | 51     |        |

### Cronologia presenze e reti in nazionale
| Cronologia completa delle presenze e delle reti in nazionale ― Capo Verde | Cronologia completa delle presenze e delle reti in nazionale ― Capo Verde | Cronologia completa delle presenze e delle reti in nazionale ― Capo Verde | Cronologia completa delle presenze e delle reti in nazionale ― Capo Verde | Cronologia completa delle presenze e delle reti in nazionale ― Capo Verde | Cronologia completa delle presenze e delle reti in nazionale ― Capo Verde | Cronologia completa delle presenze e delle reti in nazionale ― Capo Verde | Cronologia completa delle presenze e delle reti in nazionale ― Capo Verde |
| Data                                                                      | Città                                                                     | In casa                                                                   | Risultato                                                                 | Ospiti                                                                    | Competizione                                                              | Reti                                                                      | Note                                                                      |
| ------------------------------------------------------------------------- | ------------------------------------------------------------------------- | ------------------------------------------------------------------------- | ------------------------------------------------------------------------- | ------------------------------------------------------------------------- | ------------------------------------------------------------------------- | ------------------------------------------------------------------------- | ------------------------------------------------------------------------- |
| 23-3-2022                                                                 | Orléans                                                                   | Guadalupa                                                                 | 0 – 2                                                                     | Capo Verde                                                                | Amichevole                                                                | 1                                                                         | 61’                                                                       |
| 25-3-2022                                                                 | San Pedro del Pinatar                                                     | Liechtenstein                                                             | 0 – 6                                                                     | Capo Verde                                                                | Amichevole                                                                | 2                                                                         | 53’                                                                       |
| 28-3-2022                                                                 | San Pedro del Pinatar                                                     | Capo Verde                                                                | 2 – 0                                                                     | San Marino                                                                | Amichevole                                                                | -                                                                         | 74’                                                                       |
| 3-6-2022                                                                  | Marrakech                                                                 | Burkina Faso                                                              | 2 – 0                                                                     | Capo Verde                                                                | Qual. Coppa d'Africa 2023                                                 | -                                                                         |                                                                           |
| 7-6-2022                                                                  | Marrakech                                                                 | Capo Verde                                                                | 2 – 0                                                                     | Togo                                                                      | Qual. Coppa d'Africa 2023                                                 | -                                                                         | 63’                                                                       |
| 11-6-2022                                                                 | Fort Lauderdale                                                           | Ecuador                                                                   | 1 – 0                                                                     | Capo Verde                                                                | Amichevole                                                                | -                                                                         | 62’                                                                       |
| 23-9-2022                                                                 | Riffa                                                                     | Bahrein                                                                   | 1 – 2                                                                     | Capo Verde                                                                | Amichevole                                                                | -                                                                         | 46’ 77’                                                                   |
| 24-3-2023                                                                 | Praia                                                                     | Capo Verde                                                                | 0 – 0                                                                     | eSwatini                                                                  | Qual. Coppa d'Africa 2023                                                 | -                                                                         |                                                                           |
| 28-3-2023                                                                 | Nelspruit                                                                 | eSwatini                                                                  | 0 – 1                                                                     | Capo Verde                                                                | Qual. Coppa d'Africa 2023                                                 | -                                                                         | 63’                                                                       |
| 12-6-2023                                                                 | Rabat                                                                     | Marocco                                                                   | 0 – 0                                                                     | Capo Verde                                                                | Amichevole                                                                | -                                                                         | 57’                                                                       |
| 18-6-2023                                                                 | Praia                                                                     | Capo Verde                                                                | 3 – 1                                                                     | Burkina Faso                                                              | Qual. Coppa d'Africa 2023                                                 | 1                                                                         | 80’                                                                       |
| 10-9-2023                                                                 | Lomé                                                                      | Togo                                                                      | 3 – 2                                                                     | Capo Verde                                                                | Qual. Coppa d'Africa 2023                                                 | -                                                                         | 78’                                                                       |
| 12-10-2023                                                                | Costantina                                                                | Algeria                                                                   | 5 – 1                                                                     | Capo Verde                                                                | Amichevole                                                                | 1                                                                         | 46’                                                                       |
| 17-10-2023                                                                | Fos-sur-Mer                                                               | Capo Verde                                                                | 1 – 2                                                                     | Comore                                                                    | Amichevole                                                                | -                                                                         |                                                                           |
| 16-11-2023                                                                | Praia                                                                     | Capo Verde                                                                | 0 – 0                                                                     | Angola                                                                    | Qual. Mondiali 2026                                                       | -                                                                         | 80’                                                                       |
| 21-11-2023                                                                | Mbombela                                                                  | eSwatini                                                                  | 0 – 2                                                                     | Capo Verde                                                                | Qual. Mondiali 2026                                                       | -                                                                         |                                                                           |
| 10-1-2024                                                                 | Radès                                                                     | Tunisia                                                                   | 2 – 0                                                                     | Capo Verde                                                                | Amichevole                                                                | -                                                                         |                                                                           |
| 14-1-2024                                                                 | Abidjan                                                                   | Ghana                                                                     | 1 – 2                                                                     | Capo Verde                                                                | Coppa d'Africa 2023 - 1º turno                                            | -                                                                         | 75’                                                                       |
| 19-1-2024                                                                 | Abidjan                                                                   | Capo Verde                                                                | 3 – 0                                                                     | Mozambico                                                                 | Coppa d'Africa 2023 - 1º turno                                            | 1                                                                         | 58’                                                                       |
| 29-1-2024                                                                 | Abidjan                                                                   | Capo Verde                                                                | 1 – 0                                                                     | Mauritania                                                                | Coppa d'Africa 2023 - Ottavi di finale                                    | -                                                                         | 71’                                                                       |
| 3-2-2024                                                                  | Yamoussoukro                                                              | Capo Verde                                                                | 0 – 0 dts (1 – 2 dtr)                                                     | Sudafrica                                                                 | Coppa d'Africa 2023 - Quarti di finale                                    | -                                                                         | 72’                                                                       |
| 8-6-2024                                                                  | Yaoundé                                                                   | Camerun                                                                   | 4 – 1                                                                     | Capo Verde                                                                | Qual. Mondiali 2026                                                       | -                                                                         | 62’                                                                       |
| 11-6-2024                                                                 | Praia                                                                     | Capo Verde                                                                | 1 – 0                                                                     | Libia                                                                     | Qual. Mondiali 2026                                                       | -                                                                         | 65’                                                                       |
| 10-10-2024                                                                | Praia                                                                     | Capo Verde                                                                | 0 – 1                                                                     | Botswana                                                                  | Qual. Coppa d'Africa 2025                                                 | -                                                                         | 60’                                                                       |
| 15-10-2024                                                                | Francistown                                                               | Botswana                                                                  | 1 – 0                                                                     | Capo Verde                                                                | Qual. Coppa d'Africa 2025                                                 | -                                                                         | 61’                                                                       |
| 15-11-2024                                                                | Praia                                                                     | Capo Verde                                                                | 1 – 1                                                                     | Egitto                                                                    | Qual. Coppa d'Africa 2025                                                 | -                                                                         | 83’                                                                       |
| 19-11-2024                                                                | Nouakchott                                                                | Mauritania                                                                | 1 – 0                                                                     | Capo Verde                                                                | Qual. Coppa d'Africa 2025                                                 | -                                                                         | 82’                                                                       |
| Totale                                                                    |                                                                           | Presenze                                                                  | 27                                                                        |                                                                           | Reti                                                                      | 6                                                                         |                                                                           |

## Palmarès
- Community Shield: 1

Manchester United: 2010
- Campionato inglese: 1

Manchester United: 2010-2011